# (5729) 1988 TA1
Az (5729) 1988 TA1 a Naprendszer kisbolygóövében található aszteroida. Ueda és Kaneda fedezte fel 1988. október 13-án.